# Ege Bamyasi
| Recensione                        | Giudizio          |
| --------------------------------- | ----------------- |
| AllMusic                          | [ 1 ]             |
| Progarchives                      | [ 2 ]             |
| Debaser                           | [ 3 ]             |
| Sputnikmusic                      | 4.5 (Superb)      |
| Piero Scaruffi                    | [ 5 ]             |
| Ondarock                          | Disco consigliato |
| Dizionario del Pop-Rock           | [ 7 ]             |
| 24.000 dischi                     | [ 8 ]             |
| The New Rolling Stone Album Guide | [ 9 ]             |

Ege Bamyasi è il terzo album in studio del gruppo tedesco krautrock Can, pubblicato dall'etichetta discografica United Artists nell'ottobre del 1972.
L'album viene considerato molto seminale, e ha ispirato artisti come Thurston Moore e Stephen Malkmus, che, durante un concerto a Colonia del 2012, suonò tutti i brani dell'album assieme ai tedeschi Von Spar.

## Tracce
Tutti i brani composti dai Can.
Lato A
1. Pinch – 9:28
2. Sing Swan Song – 4:18
3. One More Night – 5:35

Lato B
1. Vitamin C – 3:34
2. Soup – 10:25
3. I'm So Green – 3:03
4. Spoon – 3:03

## Formazione
- Michael Karoli - chitarra acustica, chitarra a 12 corde, chitarra shenai
- Kenji Damo Suzuki - voce
- Jaki Liebezeit - percussioni flexaton
- Irmin Schmidt - organo, pianoforte elettrico, violino, chitarra steel
- Holger Czukay - basso elettrico

Note aggiuntive
- Can - produttori, arrangiamenti, composizioni
- Registrazioni effettuate nel 1972 al Inner Space Studios di Colonia (Germania)
- Holger Czukay - ingegnere delle registrazioni
- Uli Gerlach - assistente ingegnere delle registrazioni
- Ingo Trauer e Richard J. Rudow - art direction
- Ringraziamenti a: Peter Przygodda, Frau Helfter, Hans + Rosemarie[13]